# Rushup Edge
Albums de Richard D. James
Confederation Trough
(maxi)
(avril 2007) Syro
(octobre 2014)
Rushup Edge est un album de The Tuss, un autre pseudonyme d'Aphex Twin, sorti le 25 juin 2007 chez Rephlex Records.

## Contexte
En 2007, les médias spéculent sur un nouveau pseudonyme potentiel de Richard D. James, à la suite de la sortie successive d'un EP et d'un album sous l'alias The Tuss : Confederation Trough, en avril, puis Rushup Edge en juin. Ces deux sorties, parues sur le label Rephlex dont James est le cofondateur, sont créditées respectivement à Brian Tregaskin et Karen Tregaskin. Le Guardian et d'autres médias alimentent l'hypothèse selon laquelle The Tuss serait un pseudonyme de Richard D. James et énumèrent les éléments troublants : le fait que les œuvres soient éditées par le prestigieux éditeur Chrysalis (en) serait étonnant pour un artiste non confirmé ; un titre de The Tuss a été identifié dans un live d'Aphex Twin en 2005 ; certains fans identifient dans les compositions le son d'un Yamaha GX1 (en), un synthétiseur analogique extrêmement rare et cher dont James possède un exemplaire. De plus, le terme « tuss » signifierait « érection » en argot des Cornouailles, région dans laquelle James a grandi. L'appartenance à James du pseudonyme "The Tuss" est confirmée plusieurs années plus tard avec la sortie de Syro.

## Caractéristiques musicales
Au moment de chroniquer l'album en 2007, Pitchfork note des ressemblances avec la série Analord, composée par James et sortie deux ans plus tôt. Rushup Edge est toutefois « moins attaché à l'orthodoxie ». Si, comme son prédécesseur, le son fait « encore vaguement référence à la fin des années 80 jusqu'au milieu des années 90 », le rythme le rapproche davantage du breakbeat et l'accent est moins porté sur la répétition. Les deux premiers morceaux semblent se distinguer sur cet album, "Last Rushup 10" en particulier : c'est un morceau au développement imprévisible mais cette imprévisibilité ne paraît jamais artificielle.

## Pistes
L'édition vinyle de Rushup Edge occupe trois 12", avec un morceau sur chacune des six faces
| CD/Vinyle | CD/Vinyle      | CD/Vinyle | CD/Vinyle | CD/Vinyle | CD/Vinyle | CD/Vinyle | CD/Vinyle | CD/Vinyle | CD/Vinyle |
| No        | Titre          | Durée     |           |           |           |           |           |           |           |
| --------- | -------------- | --------- | --------- | --------- | --------- | --------- | --------- | --------- | --------- |
| 1/A.      | Synthacon 9    | 6:21      |           |           |           |           |           |           |           |
| 2/B.      | Last Rushup 10 | 6:35      |           |           |           |           |           |           |           |
| 3/C.      | Shiz Ko E      | 3:08      |           |           |           |           |           |           |           |
| 4/D.      | Rushup I Bank  | 4:40      |           |           |           |           |           |           |           |
| 5/E.      | Death Fuck     | 6:38      |           |           |           |           |           |           |           |
| 6/F.      | Goodbye Rute   | 5:21      |           |           |           |           |           |           |           |
| 32:43     |                |           |           |           |           |           |           |           |           |